# Silene pubicalycina
Silene pubicalycina är en nejlikväxtart som beskrevs av Cheng Yih Wu. Silene pubicalycina ingår i släktet glimmar, och familjen nejlikväxter. Inga underarter finns listade i Catalogue of Life.